# Diana Blok
Diana Blok (nascida em 1952) é uma fotógrafa holandesa nascida no Uruguai.
O seu trabalho está incluído nas colecções do Museu Stedelijk de Amsterdão, do Centre Pompidou, em Paris, do Museu Nacional de Belas Artes da Argentina, e do Museum of Fine Arts Houston.